# Randi Brænne
Randi Brænne (26 de mayo de 1911-1 de junio de 2004) fue una actriz noruega. 

## Biografía
Nacida en Oslo, Noruega, fue descubierta mientras actuaba en una revista en su ciudad natal en 1930. Sin embargo, su gran oportunidad llegó con la película Vi som går kjøkkenveien (1933), que le abrió las puertas de varios teatros noruegos. Debutó en el Det Nye Teater en 1934, actuando después en el Den Nationale Scene, el Chat Noir, el Teatro de Trøndelag y el Carl Johan Teatret. Luego pasó al Edderkoppen teater de Leif Juster, y después al Centralteatret, donde llegó a ser una de las grandes divas noruegas de los años 1940 y 1950 en el campo de la revista y la comedia. 
Desde 1964 hasta su retiro en 1982 trabajó de modo permanente con el Riksteatret. Aquí desempeñó papeles serios como los de Linda en La muerte de un viajante y Lavinia en Det lykkelige valg. Tras su retiro actuó algunos años en el Seniorteatret y el Det åpne teater. En 1996 fue contratada para participar en una gira del Riksteatret, interpretando a Berte en la pieza de Henrik Ibsen Hedda Gabler. A pesar de sus 84 años de edad y sus 64 de carrera, fue la primera vez que interpretaba a Ibsen.
Brænne hizo varios papeles cinematográficos a lo largo de unos sesenta años, siendo algunas de sus películas más conocidas Ung flukt y Bussen. En las décadas de 1980 y 1990 fue relatora de varios audiolibros, recibiendo un premio por dicha tarea otorgado por la Asociación Noruega de Ciegos.
La actriz fue la primera en dar voz a la grabación del servicio telefónico automático «Horario hablado» en 1935. En 1992 fue sustituida por Kristin Johnson, eliminándose el servicio en enero de 2007.
Randi Brænne falleció en Oslo en el año 2004. Fue enterrada en el cementerio de la Iglesia de Ullern, en Oslo. Estuvo casada con los actores Frithjof Fearnley (1896–1971) y Frank Robert (1918–2007). En su primer matrimonio tuvo a John Yngvar Fearnley (1940–) y a Lars Fearnley (1942–). Tenía una hermana, Berit Brænne (1918–1976), y un sobrino, Trond Brænne (1953-2013), ambos actores y escritores de libros infantiles.

## Filmografía
- 1932 : Fantegutten
- 1933 : Vi som går kjøkkenveien
- 1934 : Synnöve Solbakken
- 1935 : Du har lovet mig en kone!
- 1956 : Gylne ungdom
- 1959 : Unga syndare
- 1961 : Bussen
- 1961 : Et øye på hver finger
- 1996 : Gåten Knut Hamsun (TV)